# Halifax (Pensilvania)
Halifax es un borough ubicado en el condado de Dauphin en el estado estadounidense de Pensilvania. En el año 2000 tenía una población de 676 habitantes y una densidad poblacional de 87 personas por km².

## Geografía
Halifax se encuentra ubicado en las coordenadas 40°28′3″N 76°55′52″O / 40.46750, -76.93111

## Demografía
Según la Oficina del Censo en 2000 los ingresos medios por hogar en la localidad eran de $31,597 y los ingresos medios por familia eran $37,222. Los hombres tenían unos ingresos medios de $33,438 frente a los $24,643 para las mujeres. La renta per cápita para la localidad era de $16,443. Alrededor del 11% de la población estaba por debajo del umbral de pobreza.